# ستون آنتونینوس پیوس
ستون آنتونینوس پیوس (به ایتالیایی: Colonna di Antonino Pio) یک ستون افتخاری رومی در رم، ایتالیا است که در سال ۱۶۱ پس از میلاد به امپراتور روم آنتونینوس پیوس در لبه تپه‌ای به نام مونته سیتوریو در کامپوس مارتینوس اختصاص داده شد. این ستون توسط جانشینان او، امپراتوران مارکوس آئورلیوس و لوسیوس وروس راه‌اندازی شد.

## تاریخچه

### ساخت

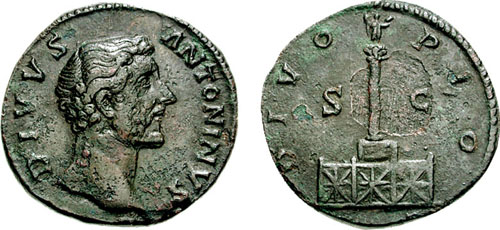
سکه نشان دهنده ستون با مجسمه آنتونینوس

ستون ۱۴.۷۵ متر ارتفاع و ۱.۹ متر قطر داشت و از سنگ گرانیت قرمز ساخته شده بود و مانند ستون‌های مشابه تراژان و مارکوس اورلیوس هیچ نقش برجسته‌ای تزئینی نداشت. سنگ آن در سال ۱۰۶ استخراج شد (همانطور که کتیبه سنگ تراشان در انتهای پایینی آن، IG xiv.2421.1 نشان می‌دهد). از نظر معماری متعلق به آسترینوم است.